# Ernst Kjellberg

Ernst Kjellberg på besök i Nicosia, Cypern.

Ernst Gustaf Ulrik Kjellberg, född 23 februari 1891 i Uppsala, död 5 augusti 1938 i Stockholm, var en svensk konsthistoriker och arkeolog. Han var son till Lennart Kjellberg.
Kjellberg blev amanuens vid Nationalmuseum 1919, filosofie doktor 1926 och samma år docent vid Stockholms högskola. Bland hans skrifter märks Studien zu den attischen Reliefs (1926). Ernst Kjellberg är begravd på Norra begravningsplatsen utanför Stockholm.